# 사랑하고 싶은 그녀
《사랑하고 싶은 그녀》(영어: The Other Sister)는 미국에서 제작된 게리 마셜 감독의 1999년 로맨틱 코미디 드라마 영화이다. 줄리엣 루이스, 지어바니 리비시 등이 출연하였고, 마리오 이스커비치 등이 제작에 참여하였다.

## 출연진
- 줄리엣 루이스 - 칼라 테이트 역
- 다이앤 키턴 - 엘리자베스 테이트 역
- 톰 스케릿 - 래들리 테이트 의사 역
- 지어바니 리비시 - 대니얼 “대니” 맥맨 역
- 포피 몽고메리 - 캐럴라인 테이트 역
- 세라 폴슨 - 헤더 테이트 역
- 린다 소슨 - 드루 에번슨 역
- 조 플래니건 - 제프 리드 역
- 줄리엣 밀스 - 가정부 미니 역
- 헥터 엘리존도 - 어니 역
- 트레이시 라이너 - 미셸 역
- 주세피 앤드루스 - 터프 가이 트레버 역
- 짐 메스키먼 - 칼라의 목사 역
- 프랭크 캠퍼넬라 - 손님 윌리엄 역
- 시리 애플비 - 무료 견본 나눠주는 여성 역

## 기타 제작진
- 협력 제작: 캐런 스터궐트
- 공동 제작: 엘런 H. 슈워츠
- 미술: 스티븐 J. 라인위버
- 의상: 게리 존스
- 음악 감독: 캐시 넬슨

## 우리말 녹음
KBS 성우진 (2003년 11월 16일)
- 이선 - 칼라 (줄리엣 루이스)
- 이선영 - 엄마 (다이앤 키턴)
- 송두석 - 아빠 (톰 스케릿)
- 정훈석 - 대니얼 (지어바니 리비시)
- 배정미 - 헤더 (세라 폴슨)
- 전유정 - 캐럴라인 (포피 몽고메리)
- 김정희
- 온영삼
- 조동희
- 이진화
- 서윤석
- 이용순
- 김승태
- 임채헌